# Desa Bijeli (administrativ by i Indonesien, lat -9,60, long 124,49)
Desa Bijeli är en administrativ by i Indonesien.   Den ligger i provinsen Nusa Tenggara Timur, i den sydöstra delen av landet, 2 000 km öster om huvudstaden Jakarta.